# 中院
中院（なかいん）は、埼玉県川越市小仙波町にある天台宗の寺院である。山号は星野山。寺号は無量寿寺。院号は中院。

## 歴史
平安時代、淳和天皇の勅許で円仁（慈覚大師）が建立し、当初は無量寿寺仏地院と号した。鎌倉時代、尊海僧正によって再建する。日蓮が尊海僧正より恵心流の伝法灌頂を受ける。東国580ヶ寺の本山の勅書を受けるなど隆盛を極めた。無量寿寺には仏蔵院（北院）、仏地院（中院）、多聞院（南院）が存在し、後伏見天皇が尊海僧正に命じ関東天台宗の本山とした。天台宗の学問所である仙波談義所が開かれ関東八檀林の一つとして栄えた。天海大僧正が喜多院（北院）の住職となるまでは、中院が無量寿寺の中心的な役割を果たした。仙波東照宮建立の際に中院は移動した。
- 830年（天長7年）円仁は淳和天皇の勅許により、仏地院（中院）を建立する。
- 941年（天慶4年）天慶の乱により、焼失する。
- 1296年（永仁4年）尊海は成田氏の外護により、伽藍を再建する。
- 1296年（永仁4年）仙波談義所が開かれる。
- 1537年（天文6年）北条氏の侵攻により、焼失する。
- 1632年（寛永9年）伽藍を再建する。
- 1638年（寛永15年）川越大火により、焼失する。
- 1639年（寛永16年）現在の地に移転する。
- 1733年（享保18年）本堂を再建する。
- 1945年（昭和20年）釈迦堂・薬師堂、焼失する。
- 1983年（昭和58年）釈迦堂を再建する。
- 2012年（平成24年）薬師堂を再建する。

## 文化財
- 中院（川越市指定史跡）
- 中院文書（川越市指定有形文化財）

## 境内

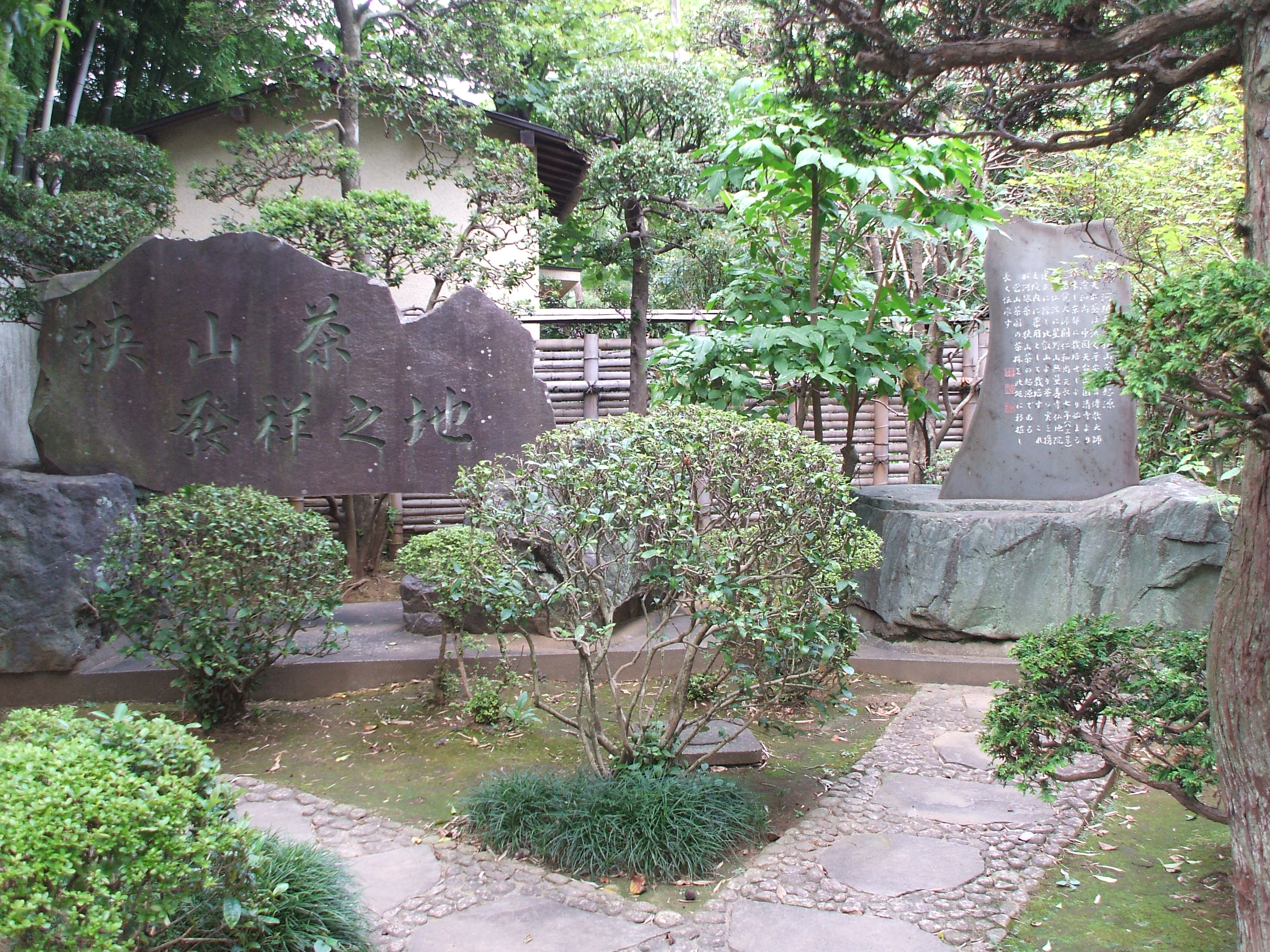
「狭山茶発祥之地」の碑

- しだれ桜
- 加藤みきの墓

島崎藤村の義母・加藤みきの墓があり藤村は頻繁に訪れた。島崎藤村の妻となった加藤静子は川越出身で、その母である加藤みきとは大変仲が良く、茶道の師匠であった加藤みきに藤村が贈った茶室「不染亭」や、藤村書の「不染の碑」もある。
- 狭山茶発祥之地の碑

円仁が京都より茶を伝え境内で茶の栽培を始めた。その後、川越藩領の狭山丘陵で茶の栽培が広まった。狭山茶は元は「河越茶」といった。30年ほど前までは境内に茶畑が残っていた。
- 日蓮聖人伝法灌頂之寺の碑

1253年（建長5年）日蓮が尊海僧正より恵心流の伝法灌頂を受けた碑。

## 交通アクセス
- 東日本旅客鉄道川越線川越駅から徒歩25分。
- 東武鉄道東上線川越駅から徒歩25分。
- 東武鉄道東上線川越市駅から徒歩20分。
- 西武鉄道新宿線本川越駅から徒歩約15分。